# Ochodaeus gigas
Ochodaeus gigas là một loài bọ cánh cứng trong họ Ochodaeidae. Loài này được Marseul miêu tả khoa học đầu tiên năm 1878.